# LAMUNATION!
『LAMUNATION!』(らむねーしょん)は、2016年6月24日にWhitePowderから発売された18禁恋愛アドベンチャーゲームであり、ブランドにとってのデビュー作である。
2019年11月22日には、Love LabよりSteamを通じて日本語・英語・中国語の3ヶ国語に対応させた全年齢版『LAMUNATION! -international-』の配信が開始された。
2020年6月27日にクラウドゲーミングプラットフォーム「OOParts」でも配信された。
コミカルな作風の本作は、唐突なナレーションやシナリオ内にスラングが多数出てくることで知られており、一部の場面における音声などで修正が施されていたのに対し、全年齢版ではこれらのスラング類も無修正で収録された。
また、オリジナル版ではアンロック制となっていた要素も、Steam版では最初から遊ぶことが出来る。

## あらすじ
紅星月菜は、妹の紅星陽菜や幼馴染の碧海らむねたちと大都市「セントアリア」で学園生活を送っていたが、事件が起きる。

### らむねルート
らむねは月菜と恋仲になる。
ある日、月菜とらむねは謎の少女を助け、B級グランプリの出場チケットをもらう。
魔女は参加条件として新商品を作るようにと告げる。
月菜たちは不思議なラムネを作り、B級グランプリで最優秀グランプリを獲得する。
すると、主催者を名乗る魔女が現れ、一つだけ願いをかなえると告げる。らむねはこのラムネを皆に1本プレゼントしたいと答える。
魔女は世界中の人々にこのラムネをプレゼントすると話す。

### レイラ&アイリスルート
らむねがB級グランプリに出られなかったことを知った月菜たちは、ネットを通じた宣伝を展開する。
結果、ラムネ工場もレイラ達の店の評判も良くなり、ファンからB級グランプリの出場権をもらう。

### 陽菜ルート
月菜は陽菜を驚かせるべく、ビルの屋上にジャグジーを作ることを思い立つ。
陽菜以外の仲間達を連れて屋上に向かったものの、強力なバリアにより立ち往生する。
プログラムの修正方法を間違え、一時は文章だけになってしまうものの、なんとか修正を終えることが出来、ジャグジーも完成した。
それからして、月菜はこの世界がループしていることに気づく。
陽菜に問いただすと、彼女は皆に幸せになって貰うべく、自分のルートには入れないようにしていた事を明かし、月菜が修理したことにより彼女のルートが解放されてしまったことが判明する。
妹の真意を理解した月菜は、陽菜も幸せになって良いと返す。

## 登場人物
紅星 月菜 (あかほし るな)
誕生日：9月21日
主人公。学生。ジャグジーが大好き
碧海 らむね (あおうみ らむね)
声：橘まお
身長：165cm 体重：49kg スリーサイズ：B88/ W57/ H81 誕生日：10月25日
月菜の幼なじみで、ラムネ工場の経営者の娘である。クールな性格をしている。また、趣味のプラモデル作りが高じ、単独でのビームソード組み立てが出来る。
紅星 陽菜 (あかほし ころな)
声：くすはらゆい
身長：155cm 体重：43kg スリーサイズ：B88/ W53/ H79 誕生日：9月21日
月菜の妹。小悪魔的ながらも、他者に対する思いやりを持っている。
レイラ“MC”(れいら みりおんからっと)
声：榊原ゆい
身長：165cm 体重：49kg スリーサイズ：B90/ W55/ H81 誕生日：2月28日
アイリスの双子の妹。レイラとともに喫茶店「チェリークラウンダイナー」を経営している。メカに明るく、偵察用無人航空機「グローバルホーク」をハッキングしたことがある。
アイリス“CH”(あいりす くりすたるはーと)
声：民安ともえ
身長：149cm 体重：39kg スリーサイズ：B78/ W53/ H69 誕生日：2月28日
レイラの双子の姉。姉妹で経営している喫茶店「チェリークラウンダイナー」では、調理師を務めている。
ソラリス
声：大山チロル
謎の少女。
魔女
ゼッド
らむねに釣り上げられたアザラシ。
ソラちゃん
アルコール中毒のペンギンで、元々はただのヌイグルミだった。

## 製作スタッフ
- 原画 -  muku[3]
- SD原画 - おおやまちろる[3]
- シナリオ - けっぽし

## 主題歌
- 1stオープニングテーマ「FaV(F*** and Vanguard)」
  - 歌：彩音、作詞/作曲：cittan*
- 2ndオープニングテーマ「N.O.S(Neonlight Overdrive Sparkling crarity)」
  - 歌：nao、作詞/作曲：cittan*
- エンディングテーマ「Air」
  - 歌：片霧烈火、作詞作曲：cittan*

## 関連作品
- 「cittan* WORKS from "LAMUNATION!" & "KIRAKIRA MONSTARS"」

2020年6月19日に発売された、cittan*が手掛けた別作品『キラキラモンスターズ』との2枚組アルバム。

## 反響
ヴューズの代表・藤原勝はGame Hedlineの取材に対し「開発者が積極的な広報活動を行ったおかげで、発売前から話題になっていた」と振り返っており、斬新な設定や独特の雰囲気のおかげで、知名度の低い新ブランドながらも予想以上の売れ行きを見せたのではないかと推測している。